# Acetes
Acetes is een geslacht van kreeftachtigen uit de klasse van de Malacostraca (hogere kreeftachtigen).

## Soorten
- Acetes binghami Burkenroad, 1934
- Acetes chinensis Hansen, 1919
- Acetes erythraeus Nobili, 1905
- Acetes indicus H. Milne Edwards, 1830
- Acetes intermedius Omori, 1975
- Acetes japonicus Kishinouye, 1905
- Acetes johni Nataraj, 1949
- Acetes marinus Omori, 1975
- Acetes natalensis Barnard, 1955
- Acetes paraguayensis Hansen, 1919
- Acetes serrulatus (Krøyer, 1859)
- Acetes vulgaris Hansen, 1919